# Dichostates magnus
Dichostates magnus là một loài bọ cánh cứng trong họ Cerambycidae.